# Nova (Frankie Raye)
Frankie Raye é uma personagem fictícia do Universo Marvel, criada em 1975 e a segunda personagem a usar o codinome Nova.

## História
Frankie Raye nasceu na cidade de Nova Iorque e trabalhou para a ONU como intérprete. Ela conheceu Johnny Storm e se tornou a namorada dele, e conhecida por ter fobia do fogo. Mais tarde, ela foi explicado que esse medo era resultado de um bloqueio mental induzida pelo seu padrasto, Phineas T. Horton, depois que ela foi atingida com os produtos químicos que fez o Tocha Humana Original (criação de Horton) a explodir em chamas, em uma tentativa de impedir a utilização dos poderes concedidos pelo acidente.
Depois de romper através do bloco, ela recuperou a sua plena memória e descobriu seus reprimido poderes sobre-humano, e tornou-se a terceira pessoa a ter o nome do Tocha Humana.Ela auxiliou o Quarteto Fantástico por algum tempo, até que ela se ofereceu para se tornarem o novo arauto de Galactus.
Ela esteve em vários Mundos, até voltar para sua Terra Natal, onde reencontrou o Quarteto Fantástico e viu que era preciso decidir de que lado ela estava. Quando se deu conta do que ela fazia, traiu seu mestre e ficou na Terra, logo após Galactus ia embora, mas voltaria.
Junto com o Quarteto ela enfrentou diversos inimigos, incluindo novos Arautos e o próprio Galactus. Ela passou pro transformações incríveis até seu corpo ser constituído não só de pele e carne, mas de fogo também. Ela namorou um tempo com o Tocha Humana e logo depois terminou com o mesmo. Em uma das batalhas contra Mephisto, Nova veio a falecer em 1992. Porém em 2010 foi revivida na minissérie Heralds, inicialmente como uma garçonete chamada Frances Hyatt, que acabou revivendo o Poder Cósmico após a chegada de uma onda psíquica na Terra.

## Abraxas
Quando o ser cósmico Abraxas apareceu para destruir toda realidade um Nova de outra realidade veio avisar dos perigos que a Terra estava correndo. Ela lutou lado a lado do Quarteto. Nesse tempo, Johnny Storm estava passando por um momento difícil, ela não podia tocar em ninguém, pois suas chamas estavam sem controle desde a visita do Quarteto à Zona Negativa. Ela era a única a poder tocar nele.

### Poderes e habilidades
Nova originalmente ganhou poderes sobre-humano como o resultado de uma reação a uma mutação por exposição a substâncias químicas desconhecidas. Originalmente, ela tinha poderes semelhantes ao do Tocha Humana.
Seus poderes foram depois exponencial reforçados por uma infusão das energias cósmicas por Galactus. Ela ganhou força sobre-humano, resistência, durabilidade, agilidade e reflexos, e pode voar a velocidade warp. Ela podia manipular a energia cósmica, sob a forma de fogo estelar, e permitindo-lhe fazer uma projeção de qualquer forma de energia possuída por uma estrela, incluindo o calor, luz, gravidade, ondas de rádio e partículas carregadas. Ela também tinha a capacidade de projetar os fluxos de fogo estelar em distâncias na ordem das centenas de milhas, e mentalmente para controlar o que ela chama de projetos (por exemplo, para manter um crescimento em torno de um anel com uma pessoa ou objeto fixo distância). Ela também tem a capacidade de voar a velocidades próximas da luz através do espaço interestelar e cruzar hiperespaço, e também possui quase total invulnerabilidade física. Seu corpo inteiro é formado por chamas, especialmente na cabeça, é como um prumo para energia cósmica semelhante a chamas.
Frankie Raye era fluente em mais de uma língua além do Inglês.

## Outras mídias

### Animação
Nova apareceu na série animada Quarteto Fantástico em 1994.
Nova aparece em vários episódios da série animada do Surfista Prateado. Quando o Surfista está tentando salvar os cidadãos da Terra de Galactus, ele usa o Poder Cósmico para salvar uma órfã, Frankie Raye. Um gene mutante raro em seu corpo é ativado. Seu dom permite-lhe para acabar onde ela tem de ser. Galactus imediatamente optou por transformar Frankie em um dos seus arautos, devido ao seu dom, transformando-a em Nova. No script do episódio "The Hunger", ela foi substituída por Terrax. Ela iria participar do episódio triplo "Down to Earth" quando o Surfista volta à Terra, onde encontraria o Quarteto Fantástico.
Frankie Raye também apareceu em um episódio de Quarteto Fantástico: Os Maiores Heróis da Terra, onde Johnny lhe dá um passeio no Laboratório de Reed Richards.

### Cinema
Frankie Raye aparece no filme Quarteto Fantástico e o Surfista Prateado, interpretada por Beau Garrett. Nessa versão, ela é descrita como uma Capitã do Exército americano sob comando do General Hager. Raye informar o Quarteto Fantástico sobre ocorrências estranhas acontecendo em todo o mundo, devido à chegada de uma entidade cósmica, o Surfista Prateado a Terra. Johnny Storm, o Tocha Humana, fica interessado nela, mas seus sentimentos não são retribuídos, Raye se afasta dele após sua primeira reunião, e depois ela o repreende por cometer erros durante um encontro com a Surfista que quase resulta na morte de seus companheiros. Até ao final do filme, no entanto, mostra que Frankie compareceu à cerimônia de casamento de Reed Richards e Susan Storm. Susan joga o buquê e Frankie quase pega, mas Johnny, que ainda está assustado a cerca de compromisso, transforma as flores em tochas.